# Fiamma Benítez Iannuzzi
Fiamma Benítez Iannuzzi (Dénia, 19 de juny de 2004) és una futbolista professional valenciana que juga de davantera a l'Atlético de Madrid.
Fiamma va nàixer a Dénia de pares argentins, jugant a les categories inferiors del Llevant UE. Va debutar a la Primera Divisió la temporada 2021-22, amb la samarreta blaugrana.
El maig de 2022 s'anuncià que Fiamma havia fitxat pel València CF de cara a la temporada 2022-2023, on va jugar dos temporades fins que el juliol del 2024 fitxa per l'Atlético de Madrid.

## Carrera internacional
Fiamma ha representat Espanya a nivell juvenil. També és elegible per a representar a l'Argentina i en alguna ocasió n'ha mostrat interés.
Amb la selecció valenciana, va obtindre el subcampionat d'Espanya sub-16 el 2018. El 2022 feu història en formar part de l'equip de la selecció espanyola que va aconseguir el campionat del món sub20 a Costa Rica, imposant-se al Japó per 3-1 en la final. En aquell partit, Fiamma substituí Asun Martínez en la segona part, i es feu viral la foto de la seua celebració, ambdues amb la senyera besant el trofeu.
La samarreta d'aquell partit va ser cedida a l'EM FB Dénia.